# Saia Faingaʻa
Saia Faingaʻa (ur. 2 lutego 1987 w Queanbeyan) – australijski rugbysta grający na pozycji młynarza w zespole Reds oraz w reprezentacji narodowej. Triumfator Super Rugby i Pucharu Trzech Narodów w sezonie 2011 oraz zdobywca brązowego medalu podczas Pucharu Świata w Rugby 2011, mistrz świata juniorów.

## Kariera klubowa
Grać w rugby rozpoczął wraz z bratem bliźniakiem w drużynie pięciolatków miejscowego klubu rugby league Queanbeyan Kangaroos, a następnie już w rugby union w Queanbeyan Whites. Uczęszczał do St Edmund's College, którego absolwentami byli m.in. George Gregan i Matt Giteau. Występował w pierwszej drużynie tej szkoły w trzeciej linii młyna, po czym trenerzy przestawili go na pozycję młynarza. Jeszcze w trakcie nauki został członkiem Akademii Brumbies, a po ukończeniu szkoły w 2004 roku rozpoczął treningi z seniorską drużyną Brumbies oraz związał się z miejscowym klubem Tuggeranong Vikings, a także z powiązanym z nim zespołem Canberra Vikings.
W 2005 roku po trzech latach w Brumbies Academy podpisał z tym klubem tzw. rookie contract na sezon 2006, oferowany młodym obiecującym graczom, którzy trenują z pierwszą drużyną i mogą być do niej powołani w razie kontuzji któregoś z podstawowych zawodników, a rok później pełny dwuletni kontrakt, toteż przez kolejne trzy sezony znajdował się w pierwszej drużynie.
Po raz pierwszy w barwach Brumbies pojawił się w styczniu 2006 roku w przedsezonowym meczu przygotowawczym przeciwko Waratahs, swój debiut w rozgrywkach Super 14 zaliczył zaś niespodziewanie już w lutym tego roku. Na skutek kontuzji dwóch podstawowych młynarzy zespołu pomimo obaw trenerów o umiejętności debiutanta na takim poziomie rozgrywek wprost ze zgrupowania kadry U-19 został wystawiony do meczowego składu przeciw Stormers. Został tym samym jednym z pierwszej czwórki stypendystów NTS (pozostałymi byli David Pocock, Josh Holmes i Caleb Brown) grających w tych rozgrywkach. Do końca sezonu zagrał jeszcze z ławki rezerwowych w trzech spotkaniach. Następnie znalazł się w składzie Brumbies na zwycięskie rozgrywki Australian Provincial Championship.
W kolejnym sezonie ponownie miał terminować u boku doświadczonych Davida Palaviego i Jeremy’ego Paula, jednak zakończenie kariery tego pierwszego spowodowało, iż Fainga'a jako rezerwowy zaliczył kolejne jedenaście meczów. Po zakończeniu sezonu Super 14 związał się z Eastern Suburbs Rugby Union Club z Sydney, z którym jeszcze w tym sezonie dotarł do finału rozgrywek Shute Shield, w jego barwach występując również w kolejnym roku. Także w 2007 roku znalazł się w składzie Canberra Vikings startującego w jedynym rozegranym sezonie Australian Rugby Championship i prócz przedsezonowego meczu przygotowawczego zagrał w trzech spotkaniach tych rozgrywek, w ich trakcie bowiem nabawił się kontuzji ścięgna.
Gdy w 2008 roku doszło do negocjacji kończących się kontraktów, propozycję jego przedłużenia otrzymał tylko Saia, chcący nadal grać razem bracia rozpoczęli zatem poszukiwania nowego klubu. W kwietniu tego roku podpisali więc umowę z zespołem Reds trenowanym wówczas przez Phila Mooneya, ich dawnego szkoleniowca z kadry U-19. Debiutancki sezon w barwach Reds nie był udany, wszystkie występy zaliczył z ławki rezerwowych, jednak w 2010 roku postawił na niego nowy selekcjoner Reds, Ewen McKenzie, czyniąc go graczem wyjściowej piętnastki. W 2010 roku zajął ex aequo trzecie miejsce w głosowaniu dla najlepszego zawodnika według graczy Reds.
W związku z przeprowadzką do Brisbane w lokalnych rozgrywkach klubowych został zawodnikiem Souths Rugby Club, w którym występował przez dwa lata, w pierwszym z nich docierając do finału rozgrywek. W 2011 roku przeniósł się natomiast do zespołu GPS Rugby, choć jego pozostałe sportowe zobowiązania nie pozwalały mu na częste występy w jego barwach.
Po przełomowym, zarówno dla siebie, jak i zespołu, sezonie 2010 przedłużył kontrakt z Reds o kolejne dwa lata. Już rok później wystąpił we wszystkich osiemnastu spotkaniach zakończonego triumfem Reds sezonu Super Rugby. Początek 2012 roku zakłóciła mu odniesiona w przedsezonowym spotkaniu kontuzja kostki, jednak po powrocie do zdrowia zaliczył pięćdziesiąty występ w barwach klubu z Queensland. W marcu 2012 roku przedłużył kontrakt o rok, choć wskutek zmniejszania liczby zawodników objętych dodatkami wypłacanymi przez Australian Rugby Union rozważał poszukiwania zagranicznego klubu. Kontuzje z poprzedniego roku i dobra postawa jego zastępców spowodowały zaś, że do sezonu 2013 przystępował niepewny o miejsce w podstawowym składzie Reds. Po niegroźnej przedsezonowej kontuzji powrócił do pierwszej piętnastki zespołu, gdzie podkreślana była jego dobra postawa w obronie. W sezonie 2014 zaliczył setny występ w rozgrywkach Super Rugby.
W inauguracyjnej edycji National Rugby Championship został przydzielony do zespołu Queensland Country, dla którego rozegrał jeden mecz.

## Kariera reprezentacyjna
Był stypendystą ogólnokrajowych programów National Talent Squad oraz Australian Institute of Sport. W stanowych barwach występował w mistrzostwach kraju U-16 w 2002 roku zdobywając trzecie miejsce, a następnie w kategorii U-18 w 2004 roku. Pociągnęło to za sobą powołania do kadry Australian Schoolboys, w której występował w latach 2003–2004 biorąc udział w tym okresie we wszystkich sześciu testmeczach. W 2003 roku wystąpił przeciw rówieśnikom z Fidżi, Tonga i Nowej Zelandii, powracając do składu w 2004 roku na mecze z Irlandią, Samoa i Nową Zelandią.
W 2005 roku uczestniczył w zgrupowaniu, a następnie wraz z kadrą U-19 poleciał na odbywające się w Południowej Afryce mistrzostwa świata. We wszystkich pięciu spotkaniach wyszedł na boisko w podstawowej piętnastce, a Australijczycy zdobyli brązowy medal. Znalazł się następnie na zgrupowaniu kadry U-21 przygotowującej się do występu w mistrzostwach świata, jednak nie znalazł się w składzie wylatującym do Argentyny z powodu kontuzji. W obu tych reprezentacjach zagrał jednak rok później. Znalazł się w ogłoszonym na początku marca 2006 roku przez selekcjonera kadry U-19 Phila Mooneya składzie na mistrzostwa świata w Dubaju, w którym przypadła mu rola kapitana. W zakończonym triumfem turnieju Faingaʻa zagrał w czterech meczach. Miesiąc później otrzymał powołanie do reprezentacji U-21 na czerwcowe mistrzostwa świata we Francji. W tych zawodach wystąpił w trzech spotkaniach, a młodzi Australijczycy w meczu o brązowy medal ulegli Nowozelandczykom.
Pierwsze powołanie do seniorskiej kadry otrzymał od Robbiego Deansa na rozgrywane w czerwcu 2010 roku cztery testmecze. Zadebiutował z ławki rezerwowych przeciwko Fidżi, w pozostałych trzech spotkaniach wychodząc w podstawowym składzie. Znalazł się następnie w składzie na Puchar Trzech Narodów 2010, opuszczając jedynie ostatnie spotkanie tego turnieju z powodu dwutygodniowego wykluczenia za niebezpieczną szarżę. Pierwszy raz wspólnie z bratem wyszli na boisko w podstawowym składzie Wallabies 5 sierpnia tego roku zostając tym samym pierwszą od 1983 roku i trzecią w historii parą bliźniąt w australijskich barwach, po Jimie i Stewarcie Boyce oraz Marku i Glenie Elli. Do końca roku, będąc w kadrze również na kończące sezon mecze w Hongkongu i Europie, uzbierał łącznie jedenaście reprezentacyjnych występów. Po testmeczu z Walią wypadł z meczowego składu, zagrał wówczas w dwóch spotkaniach przeciw drużynom klubowym – Leicester Tigers i Munster.
W lipcu 2011 roku został nominowany do składu na pierwszą część sezonu, pojawił się wówczas na boisku w trzech spotkaniach skróconej edycji Pucharu Trzech Narodów zakończonej pierwszym od dekady triumfem Australijczyków. Został następnie powołany na Puchar Świata w Rugby 2011. Szansę gry otrzymał jedynie dwukrotnie – w grupowym pojedynku z Rosją i w wygranym z Walijczykami meczu o trzecie miejsce. Podkreślając jego rolę jako trzeciego młynarza kadry, selekcjoner nie powołał go na dwumeczowe minitournée na Wyspy Brytyjskie pod koniec tego roku ani na cztery mecze reprezentacji w czerwcu 2012 roku. Powrócił do meczowego składu w The Rugby Championship 2012, gdy kontuzji doznał Tatafu Polota-Nau. Z trzeciego spotkania Bledisloe Cup oraz europejskiego tournée wyeliminowała go natomiast złamana na treningu ręka.
Początkowo nie był brany pod uwagę przy ustalaniu składu przygotowywanego na tournée British and Irish Lions 2013, jednak podobnie jak rok wcześniej miejsce w nim dała mu kontuzja Tatafu Polota-Nau. Znalazł się w składach na wszystkie trzy testmecze, na boisku pojawił się jednak tylko w ostatnim. Po przejęciu funkcji selekcjonera kadry przez Ewena McKenzie pozostał w wybranej przez niego trzydziestce. Rozegrał pełną kampanię w The Rugby Championship 2013, występował także podczas wyprawy do Europy do momentu powrotu Polota-Nau, w całym sezonie zaliczył zatem jedenaście występów, wszystkie w roli rezerwowego. Także rok później nie był uwzględniony w gronie Wallabies na czerwcowe testmecze. Uważany był wówczas za szóstego młynarza w kraju, prócz Moore’a i Polota-Nau wyżej cenieni byli Nathan Charles, James Hanson i Tolu Latu. Po serii kontuzji, która przetrzebiła zasoby zawodników na tej pozycji, otrzymał powołanie na The Rugby Championship 2014 i miejsce w wyjściowej piętnastce po raz pierwszy od czterech lat na dwa ostatnie mecze tego turnieju. Utrzymał je także w trzecim meczu o Bledisloe Cup oraz, już za kadencji Michaela Cheiki, w spotkaniu z Barbarians i czterech testmeczach w Europie.

## Varia
- Jest pochodzenia aborygeńsko-tongańskiego. Jego prababka była jednym z dzieci aborygeńskiego skradzionego pokolenia[150], natomiast częścią jego tongańskiego dziedzictwa są noszone również przez pozostałych braci tatuaże[151].
- Jest bardzo zżyty z pięć minut młodszym bratem bliźniakiem – Anthonym – od najmłodszych lat grają w tych samych klubach, mieszkają razem, na zgrupowaniach dzielą pokój, a nawet, ku początkowemu zdziwieniu graczy i trenerów, wzajemnie rozczesują sobie włosy[6].
- Prócz brata bliźniaka, w rugby grają również jego dwaj pozostali bracia – Vili[152][153] i Colby, zawodnik Brumbies i kapitan reprezentacji U-20[154][155]. Rodzeństwa dopełnia najmłodsza Hulita[39]. Ich kuzyn, Ipolito Fenukitau, był reprezentantem Tonga i Australii[156].
- Z partnerką Alicią mają urodzoną we wrześniu 2014 roku córkę Siennę[157].
- Uzyskał Diploma of Business, a następnie studiował zarządzanie nieruchomościami[27].
- Został przyjęty do hali sław rodzinnego miasta[158].